# Hiéroglyphe égyptien O42
La barrière avec rambarde, en hiéroglyphes égyptiens, est classifiée dans la section O « Bâtiments, parties de bâtiments etc. » de la liste de Gardiner ; cet hiéroglyphe y est noté O42.

## Représentation
Il représente une barrière doublé de ce qui est probablement une rambarde (hiéroglyphe Aa15). Ce type de barrière servait à enclore les sanctuaires primitifs typiques de Haute-Égypte (hiéroglyphe O19). Il est translittéré šsp < šzp.

## Utilisation
C'est un phonogramme trilitère de valeur šsp < šzp.
| O43 |

| O43 |

## Exemples de mots
| O42 | p · D40 |

| O42 | p · D40 |

| O42 | p | N8 |

| O42 | p | N8 |

| O42 | p · t | N33B · Z2 |

| O42 | p · t | N33B · Z2 |